# Ousmane Gaoual Diallo
Pour les articles homonymes, voir Diallo.
Ousmane Gaoual Diallo, de son vrai nom Ousmane Diallo, né en 1968 à Labé, est un ancien lutteur, député et homme politique guinéen.
Il est le porte parole du gouvernement et Ministre des Transports dans le gouvernement Bah Oury depuis le 13 mars 2024.
Il est le porte parole du gouvernement et Ministre des Postes, des télécommunications et de l'économie numérique depuis le 20 août 2022 dans le Gouvernement Bernard Goumou.

## Biographie et parcours scolaire
Originaire de Gaoual, il est issu d'une famille de huit enfants. Sa mère est enseignante et son père ingénieur. Il commence ses études à l’école primaire Alpha Yaya Diallo.
Après le primaire et une partie du collège au Foutah, il rejoint Conakry où il termine son collège et lycée.
Admis à l’université de Conakry, il suit des cours en sciences mathématiques et en sciences économiques pendant deux ans, avant d’aller en France. Il y poursuit ses études universitaires qui le conduisent ensuite à l'université de Cambridge, au HEC Montréal du Canada et aux États-Unis[Où ?].
Il entre à l'Université International Collège (UNC), où il obtient une licence en informatique de gestion,.

## Parcours politique
Il commence son engagement politique au sein du Parti guinéen du progrès (PGP) d'Elhadj Alpha Abdoulaye Portos Diallo. Le PGP étant proche de l'UFDG de Cellou Dalein Diallo, il finit par intégrer en 2005 leur équipe chargée des questions électorales.
Député à l'Assemblée nationale de 2013 en 2020, il est le coordinateur de la cellule de communication de l'UFDG.
Le 1er juillet 2022, il est exclu de son parti politique UFDG. Le 3 juillet 2024, par voie d'huissier de justice, ousmane Gaoual et une frange de l'UFDG demande au vice-président Fodé Oussou Fofana l'exclusion du président du parti Cellou Dalein Diallo et le 19 juillet 2024, le tribunal de Dixinn demande de réintégrer Ousmane Gaoual dans le parti,, le parti di regretter cette decision, et exclus trois autre signataire de dclation du 3 juillet.

## Ministre
Depuis le 4 novembre 2021, il est nommé ministre de l’Urbanisme et de l’Habitat dans le gouvernement Mohamed Béavogui,.
Le 20 aout 2022, il change de fonction pour devenir ministre des Postes, des Télécommunications et de l’Économie numérique
Le 19 février 2024, le gouvernement Bernard Goumou dont il est membre est dissout par le Comité national du rassemblement pour le développement (CNRD).
Le 13 mars 2024, il est nommé porte parole du gouvernement et Ministre des Transports dans le gouvernement Bah Oury. Quelques semaines après l'enlèvement de Foniké Menguè et Billo Bah, lors d'une conférence de presse, il laisse entendre que « les adultes ont aussi le droit de disparaître volontairement... » et comme la dit le procureur général, l’État n'a aucune implication de cette enlèvement.

## Compétitions et tournois internationaux
Pendant son parcours universitaire et professionnel, il pratique la lutte avec l’équipe nationale guinéenne au niveau national et international.

### Au niveau national
- Championnat de Guinée : 1986, 1987, 1988, 1989, 1990, 1991, 1992, 1993

### Au niveau africain
- Jeux africains :
  - Jeux africains de 1987 (Nairobi) : 4e (lutte libre -52 kg)
  - Jeux africains de 1991 (Caire) : 5e (lutte libre -57 kg) et 6e (lutte gréco-romaine -57 kg)
- Championnats d’Afrique :
  - Championnats d'Afrique 1992 (Maroc) : 4e (lutte gréco-romaine -57 kg)
  - Championnats d'Afrique 1996 (Tunisie) : 4e (lutte gréco-romaine -57 kg)

### Au niveau international
- 1990 à 1997 : Championnats de France (participation)
- 1988 : Jeux olympiques (Séoul)[17] et porte drapeau de la délégation
- 1987 : Championnats du monde (France) : 17e (lutte libre -52 kg)